# Denis Marconato
Denis Marconato, né le 29 juillet 1975 à Trévise, est un basketteur italien, évoluant au poste de pivot.

## Biographie
Formé au Benetton Trévise, il part joué au Petrarca Padova afin d'y obtenir un temps de jeu plus important, ce qui lui permet de se révéler. Revenu au bout d'un an à son ancien club, l'entraîneur Mike D'Antoni lui offre un plus grand rôle. Cette saison est couronnée par un titre de champion d'Italie. La saison suivante, Trevise atteint le Final Four de l'Euroligue
Il continue sa récolte de titre lors de la saison 1998-99, remportant une Supercoupe d'Italie et un premier titre européen avec la Coupe Saporta.
La saison suivante, il remporte sa première coupe d'Italie, compétition dont il est élu MVP de la phase finale. Les saisons suivantes, il remporte deux nouveaux titres de champions, ainsi que trois coupes. Sur le plan européen, il participe à deux Final Four de l'Euroligue, en 2002 et 2003.
Avec la sélection italienne, il remporte le titre de Champion d'Europe 1999 en France. Un nouveau podium sera obtenu lors du Championnat d'Europe 2003 en Suède. Pour les Jeux olympiques de 2004 à Athènes, la sélection italienne surprend les spécialistes en se qualifiant pour la finale, match finalement remportée par l'Argentine.
En janvier 2014, il signe un contrat de 2 mois avec le Pallacanestro Cantù pour pallier l'absence du pivot Marco Cusin, blessé.

## Palmarès

### Club
compétitions internationales 
- Vainqueur de la Coupe Saporta 1999

 compétitions nationales 
- Champion d'Italie 1997, 2002, 2003
- Vainqueur de la Coupe d'Italie 1999, 2003, 2004, 2005
- Vainqueur de la Supercoupe d'Italie 1997, 2001, 2002
- Vainqueur de la Coupe du Roi 2007

### Jeux olympiques d'été
- Jeux olympiques de 2004 à Athènes, Grèce
  -  Médaille d'argent

### Championnat du monde masculin de basket-ball
- Mondial 2006, Japon
  - éliminé en 8e de finale

### Championnat d'Europe de basket-ball
- Championnats d'Europe 2007, Espagne
  - éliminé au 2e tour
- Championnats d'Europe 2003, Suède
  -  Médaille de bronze
- Championnats d'Europe 1999 à Paris, France
  -  Médaille d'or

### Distinctions personnelles
- MVP de la supercoupe d'Italie en 1997
- MVP de la coupe d'Italie en 2000